# Ecuaciones de Bloch
Las ecuaciones de Bloch describen la interacción del vector de magnetización M de los materiales (un campo magnético oscilante) en presencia de un campo magnético externo constante.
La formación de Imágenes de Resonancia Magnética (MRI por sus siglas en inglés) está basada en estas ecuaciones, las que se deducen a partir de las propiedades de relajación al equilibrio que experimentan los núcleos del hidrógeno del agua sujetos a campos magnéticos. Dichos núcleos, compuestos en parte por protones, son considerados la fuente generadora de las imágenes. La abundancia relativa del hidrógeno en el cuerpo humano, aproximadamente el 90% del cuerpo humano promedio está compuesto de tejido acuoso, y el llamado exceso de espín, hace que estos núcleos móviles sean visibles por medio de la RM.
Se considera que un núcleo posee un momento magnético μ y un momento angular {\displaystyle \hbar \mathbf {I} }. Las dos cantidades son paralelas y entonces se puede escribir que
{\displaystyle \mu =\gamma \hbar \mathbf {I} ;}
donde γ es una constante. Por convención I denota al momento angular medido en unidades de {\displaystyle \hbar }.
La razón de cambio del momento angular de un sistema es igual al torque que actúa sobre el sistema. El torque de un momento magnético μ inmerso en un campo magnético H  es {\displaystyle \mu \times \mathbf {H} }, de modo que tenemos la ecuación giroscópica
{\displaystyle \hbar {\frac {d\mathbf {I} }{dt}}=\mathbf {\mu } \times \mathbf {H} ;}
o
{\displaystyle {\frac {d\mathbf {\mu } }{dt}}=\gamma \mathbf {\mu } \times \mathbf {H} .}
La magnetización nuclear M está definida como la suma Σ{\displaystyle \mu _{i}} sobre todos los núcleos en una unidad de volumen. Si un solo isótopo está presente, se considera un simple valor para {\displaystyle \gamma }, así que
{\displaystyle {\frac {d\mathbf {M} }{dt}}=\gamma \mathbf {M} \times \mathbf {H} .}
En un campo magnético estático pero intenso (producido por un gran imán), la mayoría de estos protones del hidrógeno en reposo (equilibrio) precesarán ligeramente alrededor de la dirección del campo magnético.
De acuerdo con la mecánica clásica, la interacción de una partícula (protones), que posee un momento magnético μ, inmerso en un campo magnético B obedece a la ecuación
{\displaystyle {\frac {d\mu }{dt}}=\gamma (\mu \times B),}
donde γ is la razón giromagnética definida a través de la ecuación
{\displaystyle \mu =\gamma \hbar I},
donde {\displaystyle I} es el momento angular total del núcleo en unidades de {\displaystyle \hbar } (la constante de Planck).
Una solución a esta ecuación dado un campo magnético constante {\displaystyle B_{0}} en la dirección {\displaystyle {\hat {z}}}, da como resultado la precesión del vector {\displaystyle \mu } alrededor del vector {\displaystyle B_{0}} a un ángulo fijo y a una frecuencia determinada por
{\displaystyle \omega _{0}=\gamma B_{0}},
esta última conocida como frecuencia de Larmor. Para los protones, por ejemplo,
{\displaystyle \gamma /2\pi \approx 42.6} MHz/Tesla.
En el caso del campo magnético terrestres, por ejemplo,
{\displaystyle B_{0}=5\times 10^{-5}} T,
lo que corresponde a una frecuencia de precesión de {\displaystyle \omega _{0}/2\pi =2120} Hz.
En los experimentos de RM, además del campo magnético {\displaystyle B_{0}}, se aplica un campo dependiente del tiempo y dirigido en ángulos perpendiculares al campo {\displaystyle B_{0}}.
En el caso de la interacción entre espínes (spin), la ecuación de movimiento, arriba mencionada, son remplazadas por la Ecuación de Bloch o Ecuaciones de Bloch. El contenido principal de la fomulación de Bloch radica en que la interacción de los núcleos conduce a una relajación del vector de momento magnético, el cual se puede describir mediante dos constantes de decaimiento exponencial: los decaimientos longitudinal y transversal de la magnetización.